# بيت ميلر
بيت ميلر (بالإنجليزية: Pete Millar)‏ هو فنان قصص مصورة ومهندس أمريكي، ولد في 1929 في أوكلاند في الولايات المتحدة، وتوفي في 2003 في شبه جزيرة بالوس فيرديس في الولايات المتحدة.